# Dodonaea tepperi
Dodonaea tepperi är en kinesträdsväxtart som beskrevs av Johann Gottlieb Otto Tepper. Dodonaea tepperi ingår i släktet Dodonaea och familjen kinesträdsväxter. Inga underarter finns listade i Catalogue of Life.